# 鄭國仕
鄭國仕（1529年—1609年），字允升，改字彥夫，號東里，直隸大名府魏縣人，軍籍，明朝政治人物。

## 生平
嘉靖三十四年（1555年）乙卯科順天府鄉試第四十五名舉人。隆慶二年（1568年）中式戊辰科會試第二百六十二名，三甲第一百三十二名進士。選庶吉士，四年三月授浙江道御史，萬曆元年（1573年）五月復除河南道監察御史，六月差巡按應天等府，五年二月巡按山东，升陕西巩昌府知府，十年六月升河南副使，十三年闰九月升山西左参政，十五年十一月升四川按察使、分巡川北道，以考察降调，十九年四月调补陕西左参政，二十一年十月升贵州按察使兼参议、分守新镇，二十二年四月调回本省按察使，二十三年四月升陕西右布政使，轉左布政，二十六年八月升太常寺卿，二十八年（1600年）出为都察院右副都御史、郧阳巡撫，再劾權璫，六月以年老乞致仕，因因备陈采矿榷税之弊。二十九年正月以拾遗令致仕，萬曆三十七年十一月卒，賜祭葬，历官三十年，多惠政。

## 家族
曾祖鄭用，聽選官；祖父鄭卿；父鄭汝楫，壽官。母王氏。具庆下。弟國華。
子郑师元，字得传，性忠耿，学识渊博。以廕成都府通判，升延安同知。屡上疏陈兵要，为当路所阻。升南京刑部员外，精于象纬，得秘授，能为军营火阵，善书方丈余大字。所著有《明天正论》等书，藏于家。